# Орден Заслуг Республики Кипр
Орден Заслуг Республики Кипр (греч. Τάγμα Αξίας Κυπριακής Δημοκρατίας ) — государственная награда Республики Кипр.

## История
Орден предназначен для вознаграждения лиц, особыми заслугами отличившихся в различных сферах деятельности на пользу Республике Кипр.

## Степени
Орден имеет шесть степеней:
- Большой крест — знак на широкой ленте через правое плечо и звезда на левой стороне груди;
- Великий командор — знак на ленте, носимый на шее, и звезда на левой стороне груди;
- Командор — знак на ленте, носимый на шее;
- Офицер — знак на ленте с розеткой, носимый на левой стороне груди;
- Кавалер — знак на ленте, носимый на левой стороне груди.

## Знаки ордена
Знак ордена представляет из себя государственный герб республики: окружённый лавровым венком зелёной эмали позолоченный щит с летящим влево голубем белой эмали, держащим в клюве оливковую ветвь зелёной эмали; под голубем цифры «1960» — год обретения независимости Республикой Кипр. В верхней части венка имеется шарообразное ушко с кольцом для крепления к орденской ленте.
Звезда ордена восьмиконечная, с наложенным на центр знаком ордена. Звезда Большого креста позолоченная, звезда великого командора — серебряная.
Лента ордена шёлковая муаровая белого цвета с широкими зелёными полосами вдоль краёв. На ленту офицера крепится круглая розетка из той же ленты.